# Сондерс-Дандас, Роберт, 2-й виконт Мелвилл
Роберт Сондерс-Дандас, 2-й виконт Мелвилл (англ. Robert Dundas, 2nd Viscount Melville; 14 марта 1771 — 10 июня 1851) — британский государственный деятель и пэр.

## Ранняя жизнь и образование
Он родился 14 марта 1771 года в Эдинбурге (Шотландия). Единственный сын Генри Дандаса, 1-го виконта Мелвилла (1742—1811), и его первой жены Элизабет Ранни (1751—1843). Получив образование в Королевской средней школе в Эдинбурге, он отправился в континентальное турне в 1786 году со своим наставником Джоном Брюсом. Он поступил в Гёттингенский университет . После этого он учился в Эдинбургском университете и в Эммануил-колледже в Кембридже. Он был принят в Линкольнс-Инн в 1788 году.

## Биография
После успешной попытки стать юристом он стал личным секретарем своего отца с 1794 года, хотя он заседал в Палате общин от Гастингса (1794—1796) и Рая (1796—1800). Роберт Дандас был назначен хранителем печати Шотландии и избран депутатом от Мидлотиана (Эдинбургшир) в 1801 году. В 1807 году герцог Портленд назначил его председателем Контрольного совета.
Главной задачей Роберта Дандаса было сорвать любую возможность того, что Наполеон мог бы использовать свой союз с Россией, чтобы предпринять попытку напасть на Британскую Индию. Он отправил миссию к шаху Ирана, при дворе которого присутствовали французские агенты. Он заключил союзы с правителями Лахора и Кабула. Он приказал занять португальские фактории в Индии и Китае, голландскую колонию Ява и французские станции на Маврикии и Реюньоне. Ему также пришлось иметь дело с резким ухудшением, из-за потери торговли во время войны, в финансах Ост-Индской компании. Серия отчетов о её развитии после Акта об Индии 1784 года, написанных избранным комитетом, который он возглавлял, пришла к выводу, что она должна отказаться от своих неэффективных торговых привилегий, по крайней мере, на субконтиненте. Дандас разработал законодательство, которое положило им конец при возобновлении устава компании в 1813 году.
Администрация Роберта Дандаса в Индии была прервана на шесть месяцев в 1809 году, когда он служил главным секретарем Ирландии. Спенсер Персиваль, сменивший герцога Портленда, затем хотел повысить его в кабинете министров в качестве военного министра, но этого не произошло из-за желания его отца. Роберт Дандас вернулся в Контрольный совет, по-прежнему не имея места в кабинете министров. Он получил титул виконта Мелвилла из Мелвилла в графстве Эдинбургшир 27 мая 1811 года, став членом Палаты лордов Великобритании. В 1812 году при премьер-министре лорде Ливерпуле он был повышен до первого лорда Адмиралтейства.
Пока продолжались наполеоновские войны, его задачей было поддерживать британское морское превосходство, установленное в битве при Трафальгаре. В государственном документе от февраля 1813 года он указал, что Франция, имея в своем распоряжении судостроительные ресурсы Нидерландов и Италии, сможет построить флот, который будет соответствовать британскому, если борьба продлится еще дольше. Этот момент был подчеркнут жалобами герцога Веллингтона из Испании на недостаточную защиту конвоев, снабжавших его, особенно после того, как начало военных действий с США в 1812 году выпустило орды американских каперов в Атлантику.
Последовал окончательный мир, но Британия, теперь единственная колониальная держава, имевшая хоть какое-то значение, обнаружила, что ее морские обязательства возросли. Виконт Мелвилл не считал, что флот можно сократить намного меньше 100 линейных кораблей. Кабинет министров установил предел в сорок четыре. В последующие годы Мелвилл постоянно боролся за то, чтобы найти все возможные варианты экономии, избегая при этом достижения цели, которую он считал нереальной. Он тихо добился своего, не в последнюю очередь за счет улучшения конструкции и прочности кораблей, исследования в этой области приносили пользу его близкому личному интересу. Тем не менее, он сопротивлялся внедрению пароходов, поскольку молодая технология, казалось, обязательно окажется дорогой и ненадежной; более того, если бы флоты были полностью перестроены на паровые, Британия поставила бы себя на один уровень со своими соперниками. К концу 1820-х годов он смог разрешить строительство новых и более крупных классов кораблей, сопоставимых с теми, что были во Франции и США. Даже из ограниченного бюджета он никогда не упускал возможности выжать что-то для другого научного интереса, в разведке.
Назначенный губернатором Банка Шотландии, Роберт Дандас был избран канцлером Сент-Эндрюсского университета в 1814 году и стал кавалером Ордена Чертополоха в 1821 году.
Виконт Мелвилл вернулся в правительство при герцоге Веллингтоне и сэре Роберте Пиле в качестве президента Совета по контролю в 1828 году, а затем снова в Адмиралтействе в качестве первого лорда Адмиралтейства. Акт о реформе в любом случае положил конец соглашениям, по которым Дандесы правили Шотландией. Мелвилл ушел в отставку в 1830 году, чтобы никогда больше не занимать эту должность.
Лорд Мелвилл скончался 10 июня 1851 года в замке Мелвилл и был похоронен в семейном склепе, построенном для его отца, в Олд-Кирк, Лассуэйд, Эдинбургшир, 17 июня. Его титул перешел к старшему сыну Генри Дандасу.

## Память
Его имя увековечено в названии залива Мелвилл и острова Мелвилл в Канаде из-за его интереса к исследованию Арктики. Остров Мелвилл в Северной территории Австралии также был назван в его честь исследователем Филиппом Паркером Кингом. Залив Мелвилл в Гренландии также был назван в его честь. Он также дал свое имя улице Мелвилл в районе Нового города в Эдинбурге, Шотландия, и большая статуя ему работы сэра Джона Стилла стоит на центральной площади этой улицы. Местность Мелвилл в Перте, Западная Австралия, также названа в его честь, как и улица Мелвилл в Хобарте, Тасмания.

## Семья
29 августа 1796 года Роберт Дандас женился на Энн Хак-Сондерс (? — 10 сентября 1841), дочери врача Ричарда Хак-Сондерса и Джейн Кинси. Муж взял ей фамилию, которую использовал вместе со своей. У супругов было четыре сына и две дочери:
- Генри Дандас, 3-й виконт Мелвилл (25 февраля 1801 — 1 февраля 1876), старший сын и преемник отца.
- Вице-адмирал достопочтенный сэр Ричард Сондерс Дандас (11 апреля 1802 — 3 июня 1861)
- Роберт Дандас, 4-й виконт Мелвилл (14 сентября 1803 — 18 февраля 1886)
- Преподобный Чарльз Дандас (11 сентября 1806 — 24 февраля 1883).